# Evermannellidae
Gli Evermannellidae sono una famiglia di pesci ossei marini appartenenti all'ordine Aulopiformes.

## Distribuzione e habitat
Vivono in tutti gli oceani, soprattutto nelle fasce tropicali e subtropicali. Nel mar Mediterraneo è presente la specie Evermannella balbo.
Si tratta di specie pelagiche di profondità medie o abissali.

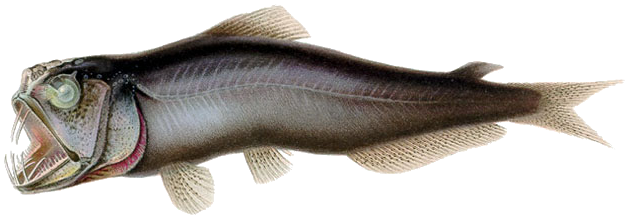
Coccorella atrata

## Descrizione
Il corpo è compresso lateralmente, la bocca è grande ed armata con denti lunghi e acuti, gli occhi possono essere molto piccoli o grandi, comunque telescopici e in grado di essere ruotati in varie direzioni. Non hanno né scaglie né fotofori. Pinna anale lunga, pinna caudale biloba. Vescica natatoria assente.
Sono pesci di piccole dimensioni, le specie più grandi non raggiungono i 20 cm.

## Biologia
Predatori di piccoli pesci o altri organismi pelagici.

## Specie
- Genere Coccorella
  - Coccorella atlantica
  - Coccorella atrata
- Genere Evermannella
  - Evermannella ahlstromi
  - Evermannella balbo
  - Evermannella indica
  - Evermannella megalops
  - Evermannella melanoderma
- Genere Odontostomops
  - Odontostomops normalops